# Jeney Lajos (építész)
Jeney Lajos DLA (Biharnagybajom, 1933. január 6. – 2014. augusztus 18.) Ybl Miklós-díjas magyar építész, iskolaépítész, az ELTE Neveléstudományi Doktori Iskola tanára, Biharnagybajom és Kecel díszpolgára.

## Élete
Középiskolai tanulmányait követően 1951-ben nyert felvételt a Budapesti Műszaki Egyetem Építészmérnöki Karára, ahol 1956-ban szerzett építészmérnöki oklevelet. Ezt követően a Budapesti Várostervező Vállalatnál (BUVÁTI) helyezkedett el, először beosztott építészként, majd mint műteremvezető, később pedig osztályvezetői kinevezést kapott. 1965-66-ban több országra kiterjedő iskolaépítési tanulmányutat tett az UNESCO támogatásával az NSZK-ban, Hollandiában, Svédországban, Finnországban és Svájcban. Ezt követte még két ENSZ ösztöndíj. 1968-tól a Magyar Építőművészek Szövetségén belül a Nevelési és Sportlétesítmények Bizottság vezetője lett.
1970-74 között a Típustervező Intézet irodavezetőjeként dolgozott, majd 1974-től az Általános Épülettervező Vállalat (ÁÉTI) műszaki igazgatóhelyettesévé nevezték ki, e posztot 1978-ig töltötte be. 1978-tól ismét a Típustervező Intézethez (TTI) került vissza főosztályvezetői beosztásba, majd 1983-90 között ugyanott főépítész volt. 1990-től a TTI–Eurovia Kft. ügyvezető igazgatója lett, illetve települések főépítészeként dolgozott: 1989-től Mezőhegyesen, 2001-től pedig Hajdúnánás városában.
Szakmai missziójának tekintette a komplex oktatási-nevelési központok ideájának magyarországi elterjesztését. Az első komplex magyar iskolaépítési kutatás vezetőjeként tevékenykedett 1968-70 között. A kutatás célja az volt, hogy a tanulmányútjai során szerzett tapasztalatokat a hazai gyakorlatba is beépítsék. Létrehozott egy komplex kutatócsoportot, amelynek ő lett a vezetője. A kutatás feldolgozta a II. világháború utáni időszak hazai és nemzetközi iskolaépítészetének eredményeit. A végeredményt hét kötetben foglalták össze és a munkát egy ajánlás zárta (Iskolaépítés I-V, Korszerű nevelési központok I-II és az ajánlások). Az alaptézis szerint az iskola az adott népesség szellemi, közösségi központja, amely oktatási, nevelési, közösségi, művelődési, szabadidő és sport funkciókat egyaránt ellát. A kutatás hatása a hazai iskolaépítészetre jelentős volt. Az összes megépült intézmény szakmai konzultációjában részt vett, azt vallotta: egy oktatási-nevelési intézmény tervezésekor, a tervezési program megalkotásától a kiviteli terv készítéséig ott kell ülnie az asztal körül valamennyi szakma képviselőjének, akinek köze lehetett az intézmény tervezéséhez és működtetéséhez. Így az építészen és a pedagóguson kívül részt vett a munkákban a településtervező, a népművelő, a belsőépítész, a közgazdász, az orvos, a szociológus, a demográfus, a politikai vezetés, a hatóság és a szülők képviselője, valamint a jövőbeni üzemeltető képviselője. Fontos eredménye, hogy engedélyezték 20 kísérleti intézmény működését, amelyekben a kutatás legfőbb eredményeit igyekeztek a gyakorlatban megvalósítani. A kísérlet igazolta, hogy ezek az intézmények az óvodás kortól a teljes népességet közösség teremtő módon képesek befogadni és kiszolgálni. Ezeket az intézményeket később a hivatalos állami intézmény rendszerbe általános művelődési központ néven jegyezték be. A kísérleti intézmények tapasztalatai alapján több mint 300 nevelési-közösségi központ jött létre. Ebben az egész országra kiterjedő munkában szaktanácsadó konzulensként vett részt. A kísérleti intézményekben dolgozó szakemberek megalakították az Általános Művelődési Központok Egyesületét. Továbbá a kutatás jelentős hatással volt a hazai műszaki-tervezési előírásokra, így az épületek tartalmi, építészeti megfogalmazására.
A fenti munkával párhuzamosan 1968 óta vezette a Magyar Építőművészek Szövetségének keretein belül a vezetésével egy alkotó szakmai fórum, a Nevelési és Művelődési Létesítmények Bizottsága.
Jeney Lajos „ars poeticája”: az iskola legyen közösségteremtő szellemi központ, szép épület, ahová a körülötte élő népesség három éves kortól élete végéig szívesen és boldogan jár. A témában több mint 500 előadást tartott itthon és külföldön (Ausztria, Bulgária, Csehszlovákia, Görögország, India, Kuba, Németország, Portugália, Svédország, Szovjetunió, USA).
Tervei alapján több budapesti lakó- (pl. Kacsa u. 14-18, Só u. 5.) és középület (pl. gimnáziumok, Belvárosi Távbeszélő Központ), vidéken főleg nevelési-központok épültek meg. 50 hátrányos helyzetű településre tervezett munkatársaival közel 300 épületet, amelyeknek mintegy fele oktatási-nevelési létesítmény volt.
Az országos tornaterem-építési program megvalósult épületeit felülvizsgáló bizottság vezetője (1992) és a programot ismertető könyv társszerzője (1995) volt. Alapító tiszteletbeli elnöke a Magyar Pedagógiai Társaság ÁMK-tagozatának.
Legfontosabb elismerésnek tartotta a doktori minősítést, a DLA (Doctor of Liberal Arts), mely a legmagasabb minősítés a szakmában. Az Ybl Miklós-díj minden építész számára a legkívánatosabb szakmai elismerés, a Főépítészi Életmű Díj a leginkább szívet melengető, mivel ezt a kollégák szavazata alapján kapott Kecel város és a szülőfalu díszpolgára. Előadó volt az ELTE Neveléstudományi Doktori Iskolán. Ebben a minőségében haláláig tevékenykedett. Nagy gyakorlattal rendelkező lakó- és középület-tervező, ezen belül is a nevelés-közösségi központok terén kimagasló munkásságot folytató, nemzetközileg is elismert építész volt, aki tudását, tapasztalatait a doktoranduszoknak is tovább adta
2014. augusztus 18-án hunyt el, életének 81. évében. Halála után szülőfalujában helyezték végső nyughelyére, a helyi református templomban tartott gyászszertartás után. Biharnagybajom község önkormányzata Jeney Lajost, a község díszpolgárát saját halottjává nyilvánította.
Halálát követő évben családja a Lechner Tudásközpontnak adományozta a szakember szakmai életművének egyes részeit.
„Közösségi ember volt, de mindig vezető. Sokszor, nagyon sokszor ütközött, állt ki a véleményéért. Megosztó személyiség volt, emberfeletti szorgalommal, olyan, aki saját erőből érte el eredményeit. Kérlelhetetlenül következetes, megingathatatlan hittel rendelkező, kemény, puritán és kitartó ember. Ügyei voltak, missziói, nem munkái….. Sokszor pénzt sem kért a munkáért…. Számtalan külföldi konferencia-részvételt, vidéki szakmai utat és programot finanszírozott saját költségén. Mert mindig csak az ügy számított, amit sikerre kellett vinni, amiért semmi sem volt drága. Polgármestereknek segített településrendezési tervet készíteni, ingyen. Szülőfalujában, Biharnagybajomban, mely szintén szívügye volt, saját pénzéből támogatott tehetséges, hátrányos helyzetű gyerekeket továbbtanulásukban.” (Jeney Erzsébet)
Jelentősebb írásai: Iskolaépítés I-IV. Bp., 1968-1970; Korszerű nevelési központok I-II. Budapesti Városépítő Tervező Vállalat Bp. 1969;
Az iskola épülete. Tanulmánysorozat. Köznevelés Bp. 1971-1972; Iskolaépítés az USA-ban, Iskolaépítés Nyugat-Európában. Iskolaépítés Magyarországon 1. (1945-1968), Iskolaépítés Magyarországon II. (1968-tól napjainkig); A jövő iskolája 1.; A jövő Iskolája II.;
Alapfokú közintézmények fejlesztési elvei. Műszaki tervezés 1984/6.
Eszközrendszer és térrendszer összefüggése a nevelési központban. 
Műszaki tervezés 1984/6.;
Improvement of the design, planning and management of educational buildings and furniture-case study on Hungary. UNESCO 1986.;
Iskolaépítészet-pedagógiai kultúra. Pedagógiai Szemle 1985/10.;
A magyar iskolaépítés közelmúltja. Kortárs 1990/5.;
Nevelési közösségi központok. Rendszerváltás 1968-ban. Magyar Építőipar 1970/4.;
Sportlétesítmények tervezése, építése 1945-1993. Magyar Építőipar 1994/4-5.;
Tér, térszervezés. ÁMK 10 évkönyv. Baja 2001; A magyarországi
Általános Művelődési Központok hőstörténete – és ami utána jött (az építész-kutató szemével. In. ÁMK Ki kicsoda? ÁMKOE 2007, Budapest
Építészet – közösségi művelődés – iskola – nevelési központok (Összegyűjtött tanulmányok) Általános Művelődési Központok Országos Egyesülete, Budapest, 2014

## Munkái

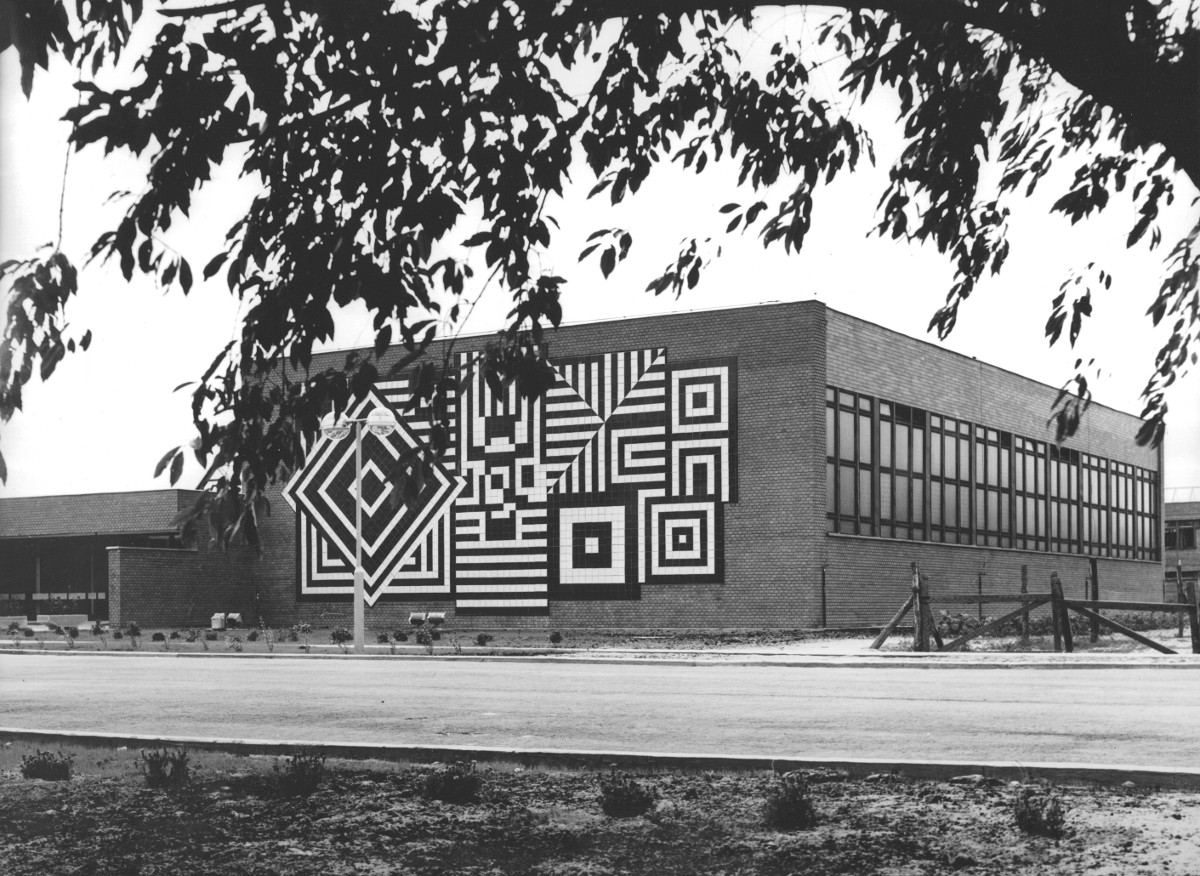
A Keceli Nevelési Központ Victor Vasarely domborművével -Jeney hagyaték-Lechner Tudásközpont

Budapesten számos lakó- és középület épült a tervei alapján, vidéken főleg nevelési-közösségi központjai valósultak meg, épp ezért a nevelési-közösségi központok egyik fő hazai elterjesztőjeként vált ismertté. Már 1968-tól ő volt az első komplex magyar iskolaépítési kutatás vezetője, több dolgozata is megjelent nevelési-közösségi központokról, hazai és külföldi periodikákban egyaránt. Legismertebb munkája a keceli nevelési központ épületegyüttese (1974-75). blob:https://www.youtube.com/db32ced4-ab29-4eda-8c70-a34ae88567f4

## Elismerései
1977-ben nyerte el az Ybl Miklós-díj II. fokozatát, az indoklás szerint „a magyar iskolaépítés és nevelési központok létrehozása terén végzett másfél évtizedes kutató, fejlesztő, szervező és tervezői munkásságának elismeréseképpen”. Ezen felül 1986-ban megkapta a Munka Érdemrend ezüst fokozatát, 1993-ban pedig a Habitat 1993 ENSZ-emlékérmet. Két alföldi település is a díszpolgárává választotta: Biharnagybajom község 1992-ben, Kecel város pedig 1994-ben. 1999-ben DLA (Doctor of Liberal Arts) fokozatot, 2010-ben pedig Főépítészi Életműdíjat kapott.

## Egyéb társadalmi megbízatásai
1968-tól a MÉSZ Nevelési és Művelődési létesítmények bizottság vezetője, többször tagja a MÉSZ vezetőségének. 1997-től a Magyar Építőművészek Szövetségében az Ellenőrző Bizottság elnökévé választották, 1988-tól  a Szigligeti Táj- és Településvédő Kör elnöke.